# Полонизација
Полонизација (пољ. Polonizacja) је преузимање свих облика духовне и материјалне културе пољског народа. Асимилација се највише односила на суседне народе Белорусе, Украјинце, Литванце и Јевреје. Термин полонизацјиа се први пут појављује у 16. веку, од латинског имена Пољске (лат. Polonia).

## Историја
Полонизација је била најјача за време Државне заједнице Пољске и Литваније. Полонизацију сусједних земља на истоку потпомогао је и Ватикан, са креирањем унијатске цркве (гркокатоличка црква).